# There Won't Be Anymore
«There Won't Be Anymore» es una canción interpretada por el cantante estadounidense Charlie Rich. Fue publicada en diciembre de 1973 como el sencillo principal de su álbum del mismo nombre.

## Antecedentes
La versión de Rich fue grabada durante su paso por Groove Records, la subsidiaria de rhythm and blues de RCA, y su asociación con el productor Chet Atkins, uno de los pioneros en el sonido Nashville. Como muchas de las canciones producidas por Atkins de la época, «There Won't Be Anymore» contaba con acompañamiento vocal y cuerdas, un estilo destacado en otras grabaciones de Rich de la época. La canción también incluía un solo de saxofón en la introducción y de nuevo durante el puente de mitad de canción. El crítico de Allmusic Stephen Cook dijo que el estilo musical de Rich “aterrizaba en algún lugar entre el sonido crudo de sus éxitos de Sun... y el tono pop de sus éxitos de Epic”.
Aunque se grabó en 1964, «There Won't Be Anymore» no se lanzó como sencillo hasta 1973, después de que Rich tuviera éxitos que vendieron millones en Epic con «Behind Closed Doors» y «The Most Beautiful Girl». El éxito de Rich en las listas llevó a los sellos que poseían sus grabaciones más antiguas (RCA, Mercury y Sun) a buscar posibles éxitos entre los temas de Rich en sus bóvedas. Una de las primeras canciones de este tipo que se lanzó como sencillo fue «There Won't Be Anymore›. Rich grabó una versión de blues anterior de «There Won't Be Anymore» en Sun a fines de la década de 1950 y principios de la de 1960. Rich volvería a grabar para su álbum de 1974, Very Special Love Songs.

## Lanzamiento
Lanzado en diciembre de 1973, en el momento en que su sencillo épico «The Most Beautiful Girl» estaba en su apogeo en popularidad, «There Won't Be Anymore» se convirtió rápidamente en la cuarta canción número uno de Rich en general, y la primera de cinco canciones que encabezaría la lista Hot Country Singles en 1974. El lado B del lanzamiento de «There Won't Be Anymore» fue «It's All Over Now». Uno de los mayores éxitos de Rich, «There Won't Be Anymore» fue nombrado el mayor éxito country de 1974 por la revista Billboard.

## Lista de canciones
Todas las canciones escritas y compuestas por Charlie Rich.
1. «There Won't Be Anymore» – 2:22
2. «It's All Over Now» – 2:05

## Posicionamiento

### Gráfica semanal
| Gráfica (1974)                                 | Pico de posición |
| ---------------------------------------------- | ---------------- |
| Australia (Kent Music Report)                  | 32               |
| Canadá (RPM Top Singles)                       | 17               |
| Canadá (RPM Country Playlist)                  | 1                |
| Canadá (RPM Pop Music Playlist)                | 33               |
| Estados Unidos (Billboard Hot 100)             | 18               |
| Estados Unidos (Billboard Easy Listening)      | 15               |
| Estados Unidos (Billboard Hot Country Singles) | 1                |
| Sudáfrica (Springbok Radio)                    | 5                |

### Gráfica de fin de año
| Gráfica (1974)                                 | Pico de posición |
| ---------------------------------------------- | ---------------- |
| Canadá (RPM Top Singles)                       | 159              |
| Estados Unidos (Billboard Hot Country Singles) | 1                |